# Jean-Pierre Tcheutchoua
Jean-Pierre Tcheutchoua (Camerún, 12 de diciembre de 1980) es un futbolista camerunés. Juega de defensor y su equipo actual es el Urania Genève Sport de la 1. Liga de Suiza. 

## Selección nacional
Ha sido internacional con la Selección de fútbol de Camerún en una ocasión.

## Clubes
| Club                | País  | Año       |
| ------------------- | ----- | --------- |
| FC Sion             | Suiza | 2000-2003 |
| FC Aarau            | Suiza | 2003-2007 |
| Urania Genève Sport | Suiza | 2007      |
| FC Gossau           | Suiza | 2007-2008 |
| FC Concordia Basel  | Suiza | 2008-2009 |
| Urania Genève Sport | Suiza | 2009-     |